# Plavsko
Plavsko är en ort i Tjeckien.   Den ligger i regionen Södra Böhmen, i den centrala delen av landet, 120 km söder om huvudstaden Prag. Plavsko ligger 466 meter över havet och antalet invånare är 434.
Terrängen runt Plavsko är platt, och sluttar västerut. Runt Plavsko är det ganska glesbefolkat, med 28 invånare per kvadratkilometer. Närmaste större samhälle är Jindřichův Hradec, 9,8 km nordost om Plavsko. Omgivningarna runt Plavsko är en mosaik av jordbruksmark och naturlig växtlighet.